# Mèrope (estrella)
Mèrope, oficialment Merope (23 del Taure / 23 Tauri), és el nom d'un dels estels del cúmul obert de les Plèiades a la constel·lació del Taure. Amb magnitud aparent +4,14 és el cinquè estel més brillant del cúmul i s'hi troba a 440 anys llum de distància del Sistema Solar.
Mèrope és el nom de la setena de les Plèiades, filles del tità Atles i de la oceànide Plèione.

## Característiques físiques
Mèrope és un estel subgegant blanc-blavós de tipus espectral B6IVe amb una temperatura de 14 000 K. La seva lluminositat equival a 630 sols i el seu radi és de 4,3 radis solars. Com la major part dels estels de les Plèiades, la seva velocitat de rotació és molt alta, com a mínim 280 km/s —140 vegades la del Sol—, completant un gir en sol 18 hores. Com a conseqüència d'això, al voltant de l'estel existeix un disc de gas que emet radiació; Mèrope al igual que altres estels del cúmul és una estrella Be. Encara que el disc és més fi que el de Plèione (28 Tauri), aquest és prou dens i calent com per generar rajos X.
Mèrope és un estel variable Beta Cephei, amb petits canvis de lluentor de l'ordre de 0,01 magnituds. Rep la denominació, com a variable, de V971 Tauri.

## NGC 1435
Entorn de Mèrope s'hi troba una nebulosa de reflexió, anomenada NGC 1435 o nebulosa Mèrope. És part d'una nebulosa que el cúmul de les Plèiades està travessant i que presenta l'àrea més brillant al voltant de Mèrope. Encara que al principi hom va pensar que era la resta del núvol a partir de la qual es van formar les Plèiades, actualment hom creu que la trobada amb la nebulosa és casual.